# Grönländische Männer-Handballnationalmannschaft
Die grönländische Männer-Handballnationalmannschaft vertritt den grönländischen Handballverband Timersoqatigiit Assammik Arsaattartut Kattuffiat (TAAK) als Auswahlmannschaft auf internationaler Ebene bei Länderspielen gegen andere nationale Verbände. Die Heimatspielstätte Godthåbhallen befindet sich in Nuuk.

## Geschichte
Der grönländische Handballverband wurde 1998 in die Internationale Handballföderation aufgenommen und konnte fortan an internationalen Wettbewerben teilnehmen. Er gehört zur Handballkonföderation Nordamerikas und der Karibik (NACHC), zuvor bis 2017 zur Pan-American Team Handball Federation (PATHF).
Bereits vor 1998 hatte es eine Nationalmannschaft gegeben, die internationale Freundschaftsspiele bestritten hatte. Die erste Meisterschaft, an der Grönland teilnahm, war die Panamerikameisterschaft 1998, wo Platz 5 erreicht wurde. Durch den Rückzug der kubanischen Mannschaft konnte sich Grönland für die Weltmeisterschaft 2001 qualifizieren, wo Platz 20 erreicht wurde. Durch einen dritten Platz bei der Panamerikameisterschaft 2002 und 2006 qualifizierte Grönland sich auch für die Weltmeisterschaft 2003 und Weltmeisterschaft 2007, wo die Plätze 24 und 22 belegt wurden, bei jeweils 24 Teilnehmern. In den folgenden Jahren konnte sich Grönland nicht mehr für die Weltmeisterschaft qualifizieren. Als 2014 erstmals eine Nordamerikanische und karibische Handballmeisterschaft ausgetragen wurde, konnte Grönland mit vier Siegen aus vier Spielen das Turnier gewinnen. Wegen der COVID-19-Pandemie musste das nordamerikanisch-karibische Qualifikationsturnier für die Weltmeisterschaft 2021 abgesagt werden. Obwohl Grönland zu diesem Zeitpunkt das bestplatzierte Team der Konföderation in der Weltrangliste war, wurde die Nationalmannschaft der Vereinigten Staaten als Teilnehmer ausgewählt.

## Internationale Großereignisse

### Olympische Spiele
Bisher keine Teilnahme.

### Weltmeisterschaften
- Weltmeisterschaften 1938 bis 1997: nicht teilgenommen
- Weltmeisterschaft 1999: nicht qualifiziert
- Weltmeisterschaft 2001: 20. Platz (von 24 Mannschaften)

Kader: Ulrik Winther-Hansen, Rasmus Larsen, Jakob Larsen, Kim Hougaard, Piitaraq Rosbach, Niels Poulsen, Peter Sikemsen, Finn Nielsen, Carsten Olsen, A. Heilmann, Niels Davidsen, Hans Peter Motzfeldt-Kyed, Hans Peter Poulsen. Trainer: Munk Anderson.
- Weltmeisterschaft 2003: 24. Platz (von 24 Mannschaften)

Kader: Ulrik Winther-Hansen, Niels Davidsen, Ivik Ostermann, Jakob Larsen, Carsten Olsen, Sivert Johansen, Niels Poulsen, Hans Knudsen, Ingo Hansen, Rasmus Larsen, Peter Frederik Olsen, Finn Nielsen, Karl Olsen, Peter Sikemsen, Kim Hougaard, Hans Peter Motzfeldt-Kyed. Trainer: Søren Hildebrand.
- Weltmeisterschaft 2005: nicht qualifiziert
- Weltmeisterschaft 2007: 22. Platz (von 24 Mannschaften)

Kader: Ole Fritsen (1 Spiel/0 Tore), Rasmus Larsen (6/8), Jakob Larsen (6/37), Angutimmarik Kreutzmann (6/49), Andreas Lorentzen (6/18), Kasper Thorleifsen (6/2), Aqqaluk Sørensen (5/2), Eqalunnguaq Kristiansen (6/2), Minik Dahl Høegh (6/27), Miki Heilmann (5/4), Milo Rosing (6/3), Niels Davidsen (6/0), Anders Neuhaus (6/0), Ulrik Winther-Hansen (6/0), Johannes Groth (6/6), Hans Peter Motzfeldt-Kyed (1/2). Trainer: Jakob Andreasen.
- Weltmeisterschaft 2009 bis Weltmeisterschaft 2025: nicht qualifiziert

### Panamerikameisterschaften
An der Handball-Panamerikameisterschaft der Männer nahm Grönland elfmal teil. Sie diente als Qualifikation zur Handball-Weltmeisterschaft der Männer. Die Panamerikameisterschaften wurden 2020 abgelöst von den Nordamerikanischen und karibischen Handballmeisterschaften und den Süd- und zentralamerikanischen Handballmeisterschaften.
- Panamerikameisterschaft 1980 bis 1996: nicht teilgenommen
- Panamerikameisterschaft 1998: 5. Platz (von 9 Mannschaften)
- Panamerikameisterschaft 2000: 5. Platz (von 8 Mannschaften)
- Panamerikameisterschaft 2002: 3. Platz (von 8 Mannschaften)
- Panamerikameisterschaft 2004: 5. Platz (von 8 Mannschaften)
- Panamerikameisterschaft 2006: 3. Platz (von 8 Mannschaften)
- Panamerikameisterschaft 2008: 5. Platz (von 7 Mannschaften)
- Panamerikameisterschaft 2010: 6. Platz (von 8 Mannschaften)
- Panamerikameisterschaft 2012: 5. Platz (von 9 Mannschaften)
- Panamerikameisterschaft 2014: 5. Platz (von 8 Mannschaften)
- Panamerikameisterschaft 2016: 5. Platz (von 12 Mannschaften)
- Panamerikameisterschaft 2018: 4. Platz (von 11 Mannschaften)

### Nordamerikanische und karibische Handballmeisterschaft
Seit der Austragung 2020 ist jeweils die Siegermannschaft der Nordamerikanischen und karibischen Handballmeisterschaft der Männer für die Weltmeisterschaft im Folgejahr qualifiziert.
- Nordamerikanische und karibische Handballmeisterschaft der Männer 2014: 1. Platz (von 5 Mannschaften)
- Nordamerikanische und karibische Handballmeisterschaft der Männer 2016: nicht ausgetragen
- Nordamerikanische und karibische Handballmeisterschaft der Männer 2018: nicht teilgenommen
- Nordamerikanische und karibische Handballmeisterschaft der Männer 2020: ausgefallen
- Nordamerikanische und karibische Handballmeisterschaft der Männer 2022: 2. Platz (von 4 Mannschaften)
- Nordamerikanische und karibische Handballmeisterschaft der Männer 2024: 3. Platz (von 6 Mannschaften)

## Bedeutende Nationalspieler
- Minik Dahl Høegh
- Akutaaneq Kreutzmann
- Angutimmarik Kreutzmann
- Hans Peter Motzfeldt-Kyed
- Jakob Larsen
- Rasmus Larsen